# Szálasi Ferenc
Szálasi Ferenc (Kassa, 1897. január 6. – Budapest, Lipótváros, 1946. március 12.) magyar katonatiszt, hungarista politikus, a nácibarát szélsőjobboldali Nyilaskeresztes Párt vezetője, majd a német megszállás alatti Magyar Királyság Nemzetvezetője (államfője) és miniszterelnöke.
Szálasi az első világháborúban a Császári és Királyi Hadsereg tisztjeként kitüntetéssel szolgált. 1925-ben Horthy Miklós kormányzó vezetésével a helyreállított Magyar Királyság Honvéd Vezérkarának tagja lett. Az 1930-as évek elején felkarolta a jobboldali ultranacionalizmust, és az irredenta hungarizmus vezéralakja lett. 1937-ben katonatisztként visszavonult, megalapította a Magyar Nemzetiszocialista Pártot, és teljes mértékben a politikának szentelte magát. Erőteljesen nacionalista és antiszemita programja révén jelentős támogatást kapott, míg követői egyre radikálisabbá váltak, ami 1938-ban bebörtönzéséhez vezetett. Börtönben a szélsőjobboldali náci Nyilaskeresztes Párt vezetőjének kiáltották ki, amely gyorsan az ország egyik legerősebb politikai ereje lett. Szálasi 1940-ben amnesztiát kapott, de pártját titokban kellett működtetnie, miután Horthy a második világháború kitörésekor betiltotta.
Magyarország 1944 márciusi német megszállása és Horthy októberi menesztése után a németek Szálasit kormány- és államfővé nevezték ki. A Nemzeti Összetartozás Kormányaként ismert nácibarát bábkormány hivatalba lépésével elkezdődött a nyilas rémuralom: a rezsim hadiállapotot vezetett be, részt vett Németország háborús erőfeszítéseiben és újraindította a Horthy által leállított holokausztot Magyarországon. A Szálasi-kormány alatt 650 000 magyar zsidót deportáltak haláltáborokba, főleg Auschwitzba, és 10-15 000 magyar zsidót az ország területén belül gyilkoltak meg.
Szálasi kollaboráns kormánya, amelynek hatásköre Budapest városára és környékére korlátozódott, mindössze 163 napig tartott. Szembenézve a szovjet és a román erők előretörésével, Szálasi és kabinetje nem sokkal Budapest ostroma előtt elmenekült az országból. Először Nyugat-Magyarországra, később Németországba szökött. Az amerikai hadsereg elfogta és átadta a magyar hatóságoknak. 1946-ban a budapesti népbíróság halálra ítélte, márciusban kivégezték.

## Származása
Szálasi Ferenc származása a mai napig vitatott. Anyai ágon szlovák és ruszin származású felmenői voltak. A Szálasi család anyanyelve a magyar, második nyelve pedig a német volt, szlovákul („tótul”), illetve ruszinul egyáltalán nem tudtak. Szálasi apja római katolikus, anyja görögkatolikus volt, a későbbi nemzetvezetőt a korban szokásos módon édesapja után római katolikusnak keresztelték. 
Sulyok Dezső kisgazda képviselő 1938 áprilisában egy parlamenti felszólalásában okiratokra hivatkozva azt állította, hogy apai ágon Szálasi ősei örmények voltak. Eszerint az elmélet szerint őseit Apafi Mihály telepítette le a Kis-Küküllő vármegyei Ebesfalván (ma Erzsébetváros, románul Dumbrăveni). Dédapja, Ferenc (1758–?) még a Szalosján vezetéknevet használta, fia, Szálasi Antal (1829–1916) azonban már magyarosította a nevét. Az Összetartás című politikai lap szerkesztője, Fiala Ferenc pert indított Sulyok ellen, azt állítva, hogy a történet nem igaz, a bemutatott anyakönyvi okirat pedig hamisítvány. A bíróság Fialának adott igazat.
Szálasi apai nagyapja harcolt az 1848–49-es szabadságharcban, majd bécsi német nőt vett feleségül, fiuk – idősebb Szálasi Ferenc (1866–1940) – pedig Pozsonyba járt katonai iskolába, majd a hadseregnél lett tisztviselő. Mind a négy fia követte példáját: Ferenc, Béla (1898–1944, Kolozsvár légterében egy ütközetben hunyt el) és Károly (1901–2002) tényleges tiszt, Rudolf (akit magyarosan Rezsőnek is hívtak a családon belül, 1900–1998) pedig tüzérszertári tisztviselő lett. Szálasinak volt egy nővére is, Vilma (1894–1991).
Szálasi anyja, Szakmár Erzsébet (1874–1963) – akinek ereiben szlovák és ruszin vér is csörgedezett – mélyen vallásos görögkatolikus nő volt. Ifjabb Szálasi Ferenc, aki egészen 1944-ig édesanyjával egy háztartásban élt, tőle kapta erőteljes hitét. Mint maga Szálasi mondta: „Az istenhit erejét és meggyőződését az anyatejjel szívtam magamba. Anyám keresztül-kasul itatott engem a hittel.”

## Tanulmányai és az első világháború
Szálasi Ferenc a családi hagyományokat követve (és szülei nehéz anyagi körülményeire való tekintettel is) katonai pályára lépett. Az elemi iskoláit szülőhelyén, Kassán végezte, majd katonai alreáliskolába került Kőszegre és Marosvásárhelyre. A mindvégig jól teljesítő ifjú tanulmányait a kismartoni katonai főreálban folytatta, és a bécsújhelyi Mária Terézia Katonai Akadémián fejezte be 1915-ben, hadnagyi rendfokozatban. Ekkor már javában dúlt az első világháború. Szálasi rögtön a frontra került és 36 hónapon át teljesített frontszolgálatot. A háború végén az elit tiroli császárvadászok 2. ezredébe nyert beosztást mint főhadnagy. Alakulatával Merano és a Garda-tó környékén állomásozott, de 1918-ban már Verduntől északra rohamzászlóaljat vezetett. Szolgálataiért megkapta a Vaskorona-rend III. osztályát. E kitüntetésben szinte kizárólag törzstisztek részesültek.

## A honvédség kötelékében
1918 őszén Magyarországra költözött, és az őszirózsás forradalom idején futárszolgálatot teljesített a külügyminisztérium számára. A Tanácsköztársaság – saját bevallása szerint – Miskolcon érte, ám, mint mondta: „a proletárdiktatúra és a Horthy bevonulásával kapcsolatos események mellettem mentek el, anélkül, hogy az általános érdeklődésen kívül közelebbről érintettek volna ezek az események”. Szálasi különben sem a gyors döntések embere volt.
1920–21-ben elvégezte a hajmáskéri „alantos tiszti” tanfolyamot, Miskolcon szolgált a 13. honvéd gyalogezrednél, majd 1923-ban jelentkezett a vezérkari tiszteket képző tanfolyamra a Ludovikán. 1924-ben soron kívül századosi rendfokozatot kapott, majd 1925-ben a vezérkar tagja lett. Kötelező csapattiszti szolgálatát 1929-ben teljesítette a debreceni 11. honvéd gyalogezrednél mint századparancsnok. Beosztottjai a visszaemlékezések alapján különösen szerették. Képességeit és olvasottságát tiszttársai is elismerték, ám többen öntörvényűnek, tudálékosnak tartották. Majdani hadügyminisztere, a háború bűnei miatt később szintén kivégzett Beregfy Károly vezérezredes a népbíróság előtt így beszélt róla: „Szálasi neve a vezérkarban fogalom volt mint kiváló hadász és harcász, de fogalom volt a becsületesség, a puritánság és az igazmondás tekintetében is.”
1926 februárjától 1929-ig a Vezérkari Főnökség (VKF) tábornoki és vezérkari továbbképzés és a vezérkari személyügyek osztályán szolgált, közben külföldi tanulmányutakon vett részt. Itt kötötte politikai pályafutása szempontjából igencsak hasznosnak bizonyuló ismeretségeit a vele egy véleményen lévő főtiszt-bajtársaival. Csapattiszti szolgálata után Budapestre helyezték vissza, az 1. honvéd vegyesdandár-parancsnokság vezérkari osztályának élére. Ebben az időszakban kezdett el politikai természetű írásokat készíteni, melyeket az akkori hadügyminiszter, Gömbös Gyula is méltatott, sőt Szálasiról mint lehetséges utódjáról beszélt. 1933. május 1-jén, 36 évesen vezérkari őrnagy lett.

## Nemzetmentő messiástudat – Szálasi a politika porondján

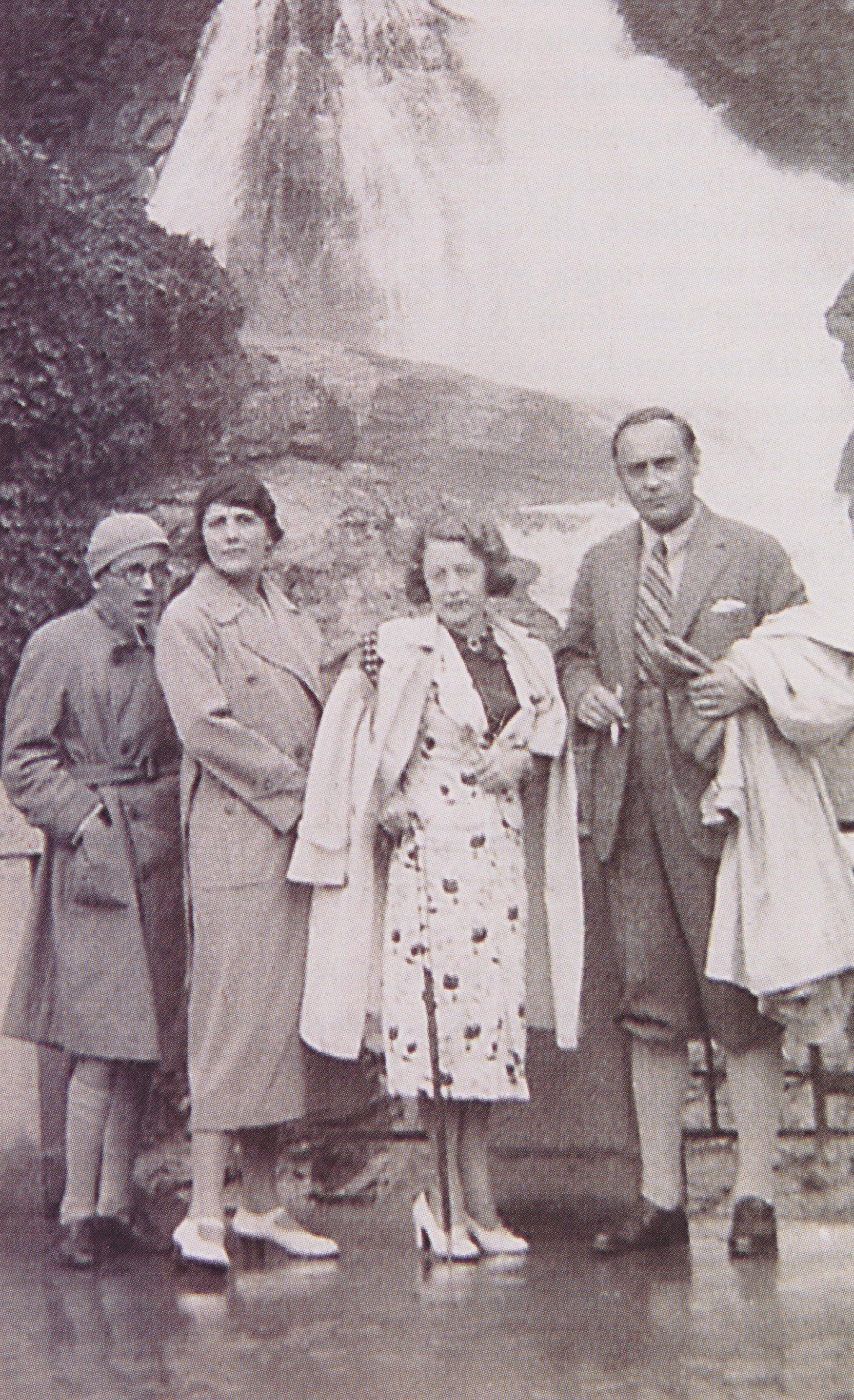
Szálasi és menyasszonya, Lutz Gizella németországi nyaraláson 1940 körül

Előléptetésének évében Szálasi megjelentette 46 oldalas könyvecskéjét, mely A magyar állam felépítésének terve címet viselte. Az eset hatalmas vihart kavart, mivel egy katonatiszt nem politizálhatott, ennek ellenére Szálasi több közéleti személyiségnek elküldte munkáját. Büntetése 20 napi állomásfogság lett, és a vezérkarból is kizárták. Egerbe került, a 14. honvéd gyalogezredhez, ahol előbb lő- és fegyvertörzstisztként, majd első ezredsegédtisztként szolgált. 1934 októberében kérte nyugdíjazását, 1935. március 1-jei hatállyal helyezték nyugállományba.
Szálasi számára a nyugdíjazás jelentette a politikai szerepvállalás kezdetét. Kibontakozásának első színtere a Taby Árpád nyugalmazott testőrőrnagy által alapított szélsőjobboldali, fajvédő Magyar Élet Szövetség volt, amelybe még tiszt korában lépett be, és hamarosan hangadója lett. Talán itt tömörülő tiszttársai bátorítására kezdett nyíltan politizálni. Erre az időre már kiforrtak nézetei: meggyőződése volt, hogy saját elképzelései – melyek együttese alkotta a hungarizmusnak elnevezett eszmerendszert – az abszolút igazságot képviselik, melyek megoldást jelentenek a jövő minden problémájára.
„Én nem vagyok fanatikus. Én több vagyok ennél. Bennem igazság van, melyben hiszek… Arról nem tehetek, hogy a hungarizmus alapigazsága bennem és nemzetünkben született meg” – írta saját szerepéről 1945-ben, börtönnaplójában.
Téziseinek lényege – saját megfogalmazása szerint – hogy az istenhit, a bajtársiasság és a hazaszeretet az egész nemzetre kiterjedjen, így azt egységbe forrassza. Ezzel az elképzeléssel a nemzetiségek között fennálló problémákat is át lehetne hidalni a Hungária Egyesült Földeken, mely a trianoni békeszerződés előtti Magyarország területeit foglalná magába. Elképzeléseinek foglalata a Cél és követelések című mű, melyet nyugdíjazása után nem sokkal írt meg. A hungarizmus fontos vonása a kizárólag zsidók (és kisebb részt cigányok) ellen irányuló, mind vallási, mind faji színezetű gyűlölet. Elfogadta a fajelméletet, azonban a „turáni fajba” tartozó magyarokat egyenrangúnak ítélte az „árja fajjal”.

## A hungarista párt és mozgalom
1935. március 4-én bejelentette a Nemzeti Akarat Pártjának (NAP) megalakulását, melyet május 1-jén a belügyminisztériumban is bejegyeztetett. Pártprogramja a Cél és követelések, szimbóluma a magyar szélsőjobb berkein belül egy ideje használatban levő nyilaskereszt volt. Ez volt Szálasi és a hungarizmus első pártalapítása.

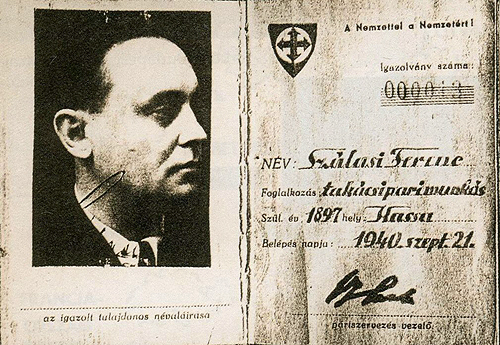
Szálasi Ferenc párttagkönyve

A NAP megalakulását a pártszervezés, pártépítés időszaka követte. Szálasi a korszakban megszokottól eltérően centralizált pártot szervezett, egyúttal mozgalmat is indított. Erre azért is szükség volt, mert az állami hivatalnokok 1940-ig nem lehettek párttagok. A mozgalom tagjai csak közvetlen feletteseiket és beosztottjaikat ismerték, és a titkos tagság elnyeréséhez hűségpróbán kellett átesniük. Szakmai csoportokat alkottak, de „rendvédelmi” és egyéb alakulatokat is létrehoztak. Akkoriban szokatlan módon a hungaristák közé nőket is bevettek. A mozgalom felett álltak a csak Szálasinak felelő „hűséggyűrűsök”.
A nyilvános pártszervezet szakmai székekre oszlott, és az egész országban kiépítette hálózatát: 1941-ben 19 főkerület létezett az országban. A párt mintegy 100 000 személyről vezetett kartotékot, és a mozgalom híveit mintegy 2000 kisebb-nagyobb vállalkozásba sikerült bejuttatnia.
A NAP teljes, forradalmi rendszerváltást hirdetett, amelyet a totális hatalom elnyerésével kívánt biztosítani. 1937 tavaszán indult meg a párt első lapja, az Új Magyar Munkás. A lapban megjelent cikkek bírálták a kormányzatot, a nemzetközi nagytőkét, a liberális világnézetet és a Kommunista Internacionálét. A vezető körök természetesen tudtak minderről, és tisztában voltak vele, hogy potenciális veszélyforrást jelenthetnek a hungaristák, ezért Keresztes-Fischer Ferenc belügyminiszter 1937. április 16-án rendeletileg feloszlatta a Nemzeti Akarat Pártját. Szálasit egy nappal előtte előzetes letartóztatásba helyezték.
1936-ban, Gömbös halála után Szálasit a belügyminiszter fivére, Keresztes-Fischer Lajos, Horthy katonai irodájának főnöke egy országos helyzetjelentés megírására kérte, amit ő meg is alkotott Emlékeztető címmel. Ebben kihallgatást kért a kormányzótól, ami azonban 1944-ig nem jött létre.

## Újabb próbálkozások – Szálasi börtönben
Szálasit tíz napig tartották őrizetben, majd szabadlábon védekezhetett. Egyidejűleg több per folyt ellene, melyek összegző ítélete 1938-ban született meg. 1937. október 24-én a budai Vigadóban rendezett gyűlésen nyilvánosan is deklarálták a Magyar Nemzeti Szocialista Párt (MNSZP) megalakulását, amely hét kisebb-nagyobb frakció – többek között az Endre László által vezetett Fajvédő Szocialista Párt – egyesüléséből jött létre. Ezt Szálasi hatalmas sikerként könyvelhette el, és nagy terveket szőtt: úgy tűnt, hogy a nemzetközi konstelláció – a hitleri Németország sikerei és a nyugati demokráciák meghátrálása – is kedvez a hungarizmusnak.
Darányi Kálmán miniszterelnöksége alatt a kormány közeledett a nyilasokhoz, hogy engedményekkel lecsillapíthassa a hungaristákat, akik Szálasit ebben az időben már egyértelműen vezérüknek tekintették. Mindemellett Szálasi pártjait többször feloszlatták, de azok más néven mindig újraalakultak. 1938. február 21-én a belügyminiszter a Magyar Nemzeti Szocialista Pártot – arra hivatkozva, hogy azonos a betiltott Nemzeti Akarat Pártjával – feloszlatta. Szálasit és 72 társát rendőri felügyelet alá helyezték. Áprilisban Szálasi Nemzeti Szocialista Magyar Párt néven alakította újra pártját, ám ezt 1939. február 23-án ismét feloszlatták. A „vezér” ekkor kezdte meg az eszmerendszerét írásba foglalni Út és cél címmel. Március 15-én alakult meg a Hubay Kálmán vezette Nyilaskeresztes Párt – Hungarista Mozgalom, amely a választásokon 31 képviselői mandátumot szerzett, így a legnagyobb ellenzéki párt lett a parlamentben. Ekkor érte el a párt a népszerűségének csúcspontját: a szavazatok negyedét gyűjtötte össze, és 250-300 000 tagja volt.
Mindez azonban nem Szálasi érdeme volt. Ő már 1938. július 6. óta a szegedi Csillagbörtönben töltötte büntetését, amit 1940 februárjában 3 év, 1 hónap és 23 nap időtartamban véglegesítettek. A „vezér” emlékezetére augusztus 30-án Málnási Ödön főszéktartó mozgalmi gyászt rendelt el. Szálasi kiszabadulásáig színpadias körülmények között gyászolták vezérüket, akiről így a fogoly mártír képe alakult ki. Közben kevésbé fanatikus, reálisabban gondolkodó politikusok – jelesül Hubay Kálmán és Ruszkay Jenő – irányították a pártot és a mozgalmat, így az nagyobb bázisra tett szert, mint addig bármikor.

## Szabadulása a börtönből
A második bécsi döntést követően Horthy Miklós amnesztiát hirdetett, így Szálasi is büntetése letöltése előtt szabadult. Hívei óriási lelkesedéssel fogadták. Mindez azonban nem gátolta meg a Nyilaskeresztes Párt népszerűségének hanyatlását. Ennek több oka is volt: a háborús konjunktúra (győri program) felszívta a munkanélküliséget, ráadásul a második világháború idejére bevezetett különleges hatalom is csökkentette a nyilasok mozgásterét. A párt maga is erodálódni kezdett: 1941 szeptemberében Baky László és Pálffy Fidél csoportja kilépett a Nyilaskeresztes Pártból, és újfent létrehozta a Magyar Nemzeti Szocialista Pártot, majd szövetségre lépett Imrédy Béla pártjával (a „csodás forradalmat” hirdető Magyar Élet Mozgalommal), megalkotva a Magyar Megújulás Nemzetiszocialista Pártszövetséget. Szálasi agitációs körutakat szervezett, járta az országot, azonban 1943 végére pártjának tagsága 100 000 fő alá esett. Az országjárás során 1942. július 31-én Nagyváradon mondta el az zsidókat a poloskákhoz hasonlító beszédét. Szálasi végig bízott a tengelyhatalmak háborús győzelmében, és ehhez elengedhetetlennek tartotta a nemzet totális háborúra való megszervezését – német minta szerint.

## Hungarizmus és nemzetiszocializmus
Szálasi Ferenc önálló eszmerendszert alkotott, mely jelentősen különbözött a német nácizmustól. Annak fő ideológusát, Alfred Rosenberget és fő művét, a Mythos-t messzemenően elítélte. Szálasi nem hitt a nácik fajelméletében, mindössze az antiszemitizmusuk volt közös. Ennek ellenére mindvégig hitt Hitler győzelmében és csodafegyvereiben, és meg volt róla győződve, hogy a Führer valójában nem osztja Rosenberg véleményét.
A németek nem is a megbízhatatlannak tartott Szálasi mozgalmát támogatták, helyette a vezető körökben szerveződött szélsőjobboldallal igyekeztek együttműködni. Nem volt ez másként 1944. március 19-e, Magyarország német megszállása után sem. Edmund Veesenmayer, az ország élére kinevezett birodalmi biztos a szélsőjobboldali pártok összefogását, egységét kívánta elérni, ebbe azonban Szálasiék nem voltak hajlandóak beleegyezni, mivel nem ők kapták volna meg a vezető szerepet. Így történhetett, hogy a nyilasok eleinte távol maradtak a hatalomból.

## Szálasi, a nemzetvezető

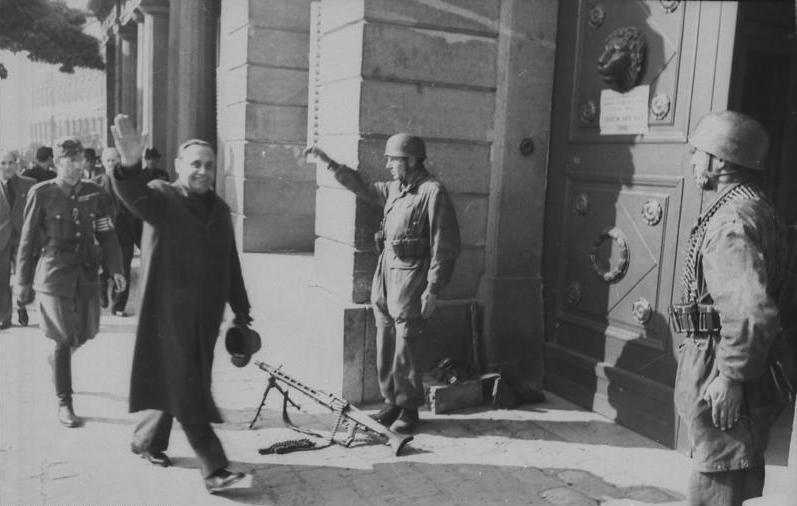
Szálasi Ferenc a Honvédelmi Minisztériumba érkezik (1944 októbere)

A német megszállók csak 1944 augusztusában, a román kiugrás és Horthy hasonló irányba tett lépései hatására álltak végül Szálasiék mögé. Hitler külön parancsára szeptember folyamán a nyilasok megkezdték a hatalomátvétel megszervezését. Ez október 15-én történt meg: a kormányzó kiugrási kísérletét követően a német és nyilas csapatok megszállták a főváros stratégiai fontosságú pontjait, este pedig Szálasi bejelentette a rádióban a hatalomátvételt és a háború folytatását.
Nemzetvezetőként november 4-én felesküdött a Szent Koronára, és másnap megalakította a Nemzeti Összefogás Kormányát. Szálasi totális diktatúrát vezetett be. A nyilas kormányzat elrendelte a magyar társadalom hivatásrendi átalakítását, és minden erőforrást az előrenyomuló szovjetek elleni harc folytatására rendeltek. Szálasi és köre rendületlenül hitt a német csodafegyverek erejében, és meghirdette a totális háborút, amivel hatalmas károkat okozott Magyarországnak mind anyagiak, mind emberéletek tekintetében.

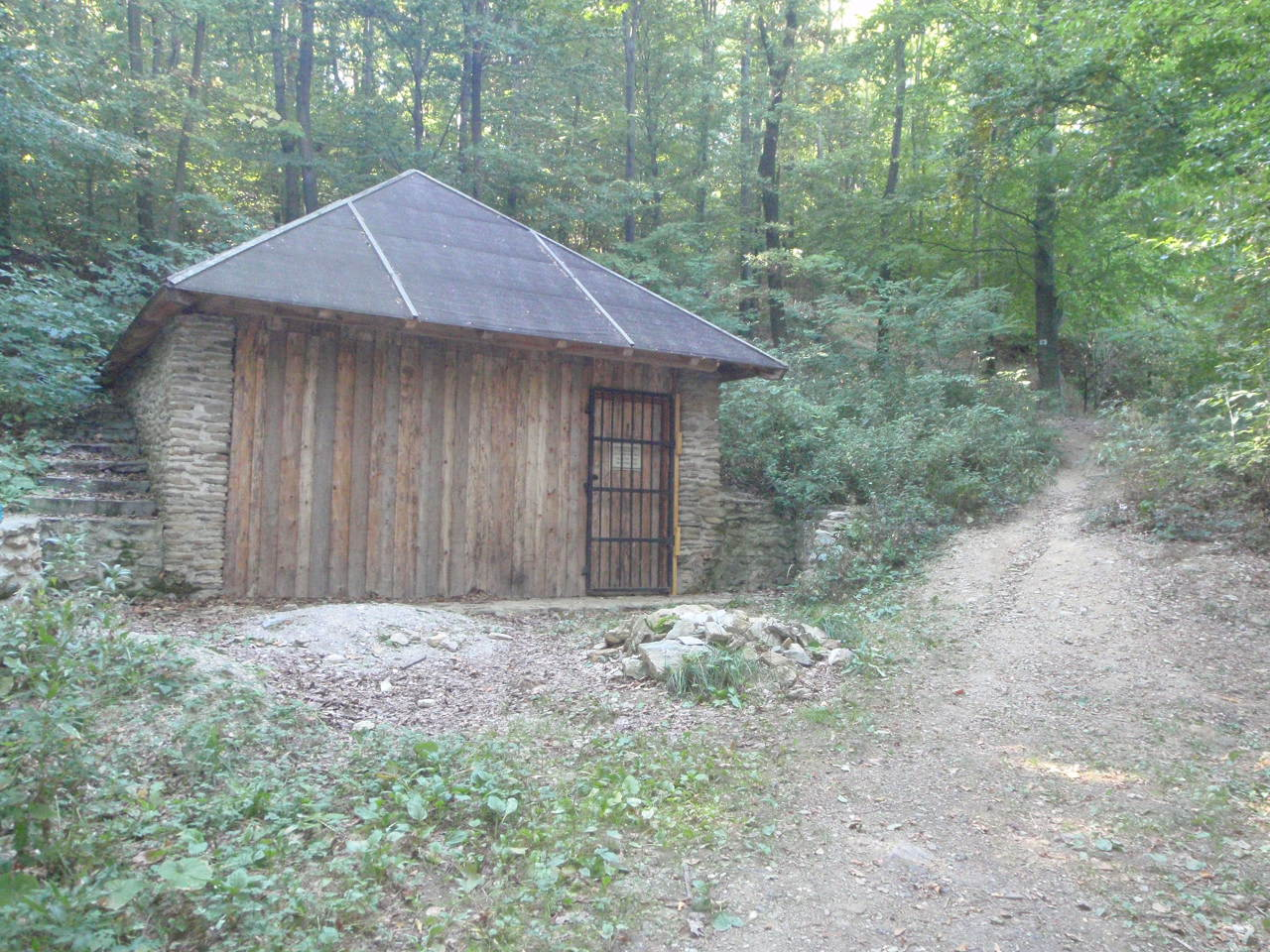
Gyepű II. – a Szálasi bunker lejárata Kőszegen, a Kőszegi-hegységben

Ráadásul az egyre kisebb, nyilasok és németek által ellenőrzött területen anarchia és terror tombolt. A Harmadik Birodalomba munkakölcsönzés címén indítottak útnak zsidókat, ezeket valójában a koncentrációs táborokba küldték. Ezeket a köznyelv halálmeneteknek nevezte. Mindennaposak voltak az egész területén végrehajtott kivégzések (ezt azzal indokolták, hogy az egész ország hadi terület, ami nem volt igaz), a tömeges vérengzések (így a kb. 3600 áldozatot követelő Duna-parti kivégzések), melyek keretében összességében mintegy 65 000–70 000 budapesti zsidó veszett oda a halálmenetekben, a gettó embertelen körülményei közepette, illetve a kivégzések során alig négy hónap alatt (a vidékieket ekkorra már nagyrészt deportálták), miközben a Vörös Hadsereg körbevette a fővárost.
A nyilas vezetőség – miközben jelentős erőket hagyott Budapesten, hogy a német ígéretekben bízva egy ellentámadást indítva visszaveszik a főváros környékét – a nyugati országrészbe tette át székhelyét 1944 végén. Szálasi először Farkasgyepűn (Gyepű I.), majd Brennbergbányán, végül Kőszegen (Gyepű II.) állította fel főhadiszállását. A fellegekben járó Szálasi ekkor még hétkötetes könyvet készült írni a dicsőséges hungarizmusról. Munkáját nem fejezhette be: a szovjetek elől Ausztriába, Mattseebe menekült 1945. március 27-én, ahol április 29-én feleségül vette Lutz Gizella tisztviselőnőt, akivel 1927 óta jegyben járt. Május 5-én esett amerikai fogságba.

## A háború után
Az amerikaiak október 3-án adták ki Magyarországnak Szálasit, hasonlóan a nyilas vezérkar zöméhez. Ellene 1946. február 5-én népbírósági eljárás indult, amelynek keretében végül március 1-jén halálra ítélte a Jankó Péter által vezetett bíróság emberiesség elleni és háborús bűntettekért. Szálasit március 12-én 15:24-kor akasztották fel, egy napon Vajna Gábor nyilas belügyminiszterrel, Beregfy Károly hadügyminiszterrel, Rajniss Ferenc nyilas vallás- és közoktatási miniszterrel és dr. Gera József ideológussal és propagandistával, nem várva meg a kegyelmi kérvényük elbírálását. A kivégzést Bogár János főhadnagy hajtotta végre.
Szálasi Ferenc és társai kegyelmi kérvényét a Népbíróságok Országos Tanácsa március 13-án (tehát már egy nappal a kivégzésük után!) tárgyalta, és az igazságügy miniszternek javasolta elutasítását. Dr. Ries István igazságügy miniszter, Tildy Zoltán köztársasági elnöknek 1946. március 14-én küldött előterjesztésében nem javasolta a kegyelmet, egyben megjegyezte, hogy 4 elítéltet – az élen Szálasival – a népbíróság kegyelemre méltónak nem találta, így esetükben a halálos ítéletet már végrehajtották. Tildy Zoltán az előterjesztésre 1946. március 15-én írta rá az ítélet végrehajtását megengedő döntését.
A volt nyilas vezért ismeretlen helyen temették el. 2008-ban egy történész azt állította, hogy 1946-ban a rendőrség politikai osztálya meghamisította a nevét és halotti anyakönyvi kivonatát, s valójában „Lukács Ferenc” álnéven a Rákoskeresztúri temető 298-as parcellájában nyugszik. A felvetést a történésztársadalom megütközve fogadta, arra semmilyen forrást eddig nem leltek fel, és a felvetés eddig nem nyert igazolást.

## Megítélése
Szálasi Ferenc neve ma is ellentmondásos érzelmeket kelt. Regnálása idején indították a halálmeneteket, végeztek ki sokakat Duna-parton, valamint az ő rovására írható Magyarország második világháborúban tartása a Harmadik Birodalom egyik utolsó európai szövetségeseként.
Karsai László történész véleménye szerint azonban a Szálasi Ferencről kialakult kép némi átértékelésre szorul. Szálasit politikai ellenfelei gyakran dilettáns kalandornak, vallási hóborttól szenvedő vagy tébolyodott személynek tartották. A holokausztról tudott, és Sztójay Dömével szemben ő vonakodva deportálta a magyar zsidóságot. Ugyan antiszemitizmusa vitathatatlan, de a németek erőteljes nyomása ellenére 1944 novemberében létrehozatta a védett pesti gettót. A német fél felhívta Szálasi figyelmét a védlevelek nemzetközi jog szerinti érvénytelenségére, ő azonban mégis elfogadta azokat.
Karsai szerint Szálasi állítólagos elmebetegségének, melyet a háború utáni marxista történetírás erőteljesen hangoztatott, az is ellentmond, hogy az 1939-es képviselőházi választáson 900 ezer fő szavazott rá. Mozgalma főleg Horthy Miklós kormányzó és a Horthy-rendszer számos vezető politikusának köszönhetően szorult háttérbe. Ennélfogva Szálasi személyisége és programja még további elemzésre szorul. Annál is inkább, mert Szálasi sokakra vitathatatlanul nagy hatást gyakorolt. Tette ezt annak ellenére, hogy kortársaival (Hitlerrel vagy Mussolinivel) szemben nem volt jó szónok, és írásmódja sem volt választékos.
Karsai szerint Szálasi nem volt se művelt, se intelligens. Fantaszta volt, és nemzetvezetői szerepét egyfajta krisztusi áldozatvállalásnak tartotta. Ebben megszállottan hitt. A második világháborúban bekövetkezett sztálingrádi fordulat után sem tudta elhinni a Harmadik Birodalom bukását. A társadalomról alkotott képe meglehetősen egyszerű volt. Az árak és bérek megállapítása után az azt el nem fogadókkal szembeni kemény fellépés híve volt. Programja bizonyos hasonlóságot mutatott az 1917-es bolsevik programmal. Szálasit és követőit az úri Magyarország vezetői „zöldinges bolsevikoknak” nevezték. Horthy Miklós 1944 májusáig nem fogadta személyes kihallgatáson. A nyilas propaganda Horthyt, családját és körét nap mint nap lezsidóbérencezte. Az általuk terjesztett röplapokon ilyenek álltak, hogy „Rebecca, ki a várból!”. Ez célzás volt Horthy feleségére, Purgly Magdolnára akiről valótlanul azt híresztelték, hogy zsidó származású. A másik oldalon az állt: „Éljen Szálasi!”. Szálasi azonban dühösen tagadta, hogy ehhez neki köze lett volna, és „piszkos hamisítványnak” nevezte a röplapot. Ezek a támadások is jelentősen hozzájárultak a Horthy és Szálasi között fennálló rendkívül feszült viszonyhoz. Szálasi állítását látszik alátámasztani az, hogy a hatalmat csak kormányzói elismeréssel akarta átvenni. Ezért 1941 elejétől kezdve a kormányzói audiencia és Horthy elismerése életkérdéssé vált számára. Ezt mind Ormos Mária, mind C. A. Macartney történész is megerősíti.
Szálasi zsidókkal kapcsolatos politikája jelentősen jobb volt, mint a német megszállás után a Sztójay-kormányé. Szálasi nem akarta megölni a zsidókat, hanem inkább a dolgoztatásuk híve volt. A megnyert háború után pedig a zsidóságot ki akarta telepíteni Magyarországról. Ezt megerősíti C. A. Macartney történész is, aki szerint Szálasi a zsidókérdés megoldását tömeges kivándorlásukban látta. Emellett antiszemitizmusa ellenére Szálasiban nyoma sem volt a Hitlerre, Streicherre vagy Endrére jellemző vad zsidógyűlöletnek. A hungarizmust magasabb rendűnek tartotta Hitler nácizmusánál vagy Mussolini fasizmusánál. Munkatársai sokszor figyelmeztették arra, hogy nem lehet érteni az általa írt szövegeket.
Erre a következőket válaszolta:
Nem baj, ha nem értenek, a lényeg, hogy higgyenek nekem.
Karsai László szerint a nyilasok kényelmes bűnbaknak bizonyultak a háború után és árnyaltabb Szálasi-képre van szükség ahhoz, hogy az 1930-as és 40-es évek történéseit megérthessük.

## Szálasi Ferenc utódai, mozgalma jelenünkben
Szálasi Ferenc kivégzésével nem halt meg a mozgalma. Emigrációból tovább irányították a hungarista mozgalmat.
A Nemzetvezető Henney Árpádra ruházta át a tisztséget, illetve megbízta a szervezési feladatokkal. Henney Árpád altábornagy Nyisztor Zoltánnal és Tarnói Lászlóval alapította meg 1946-ban a venezuelai Caracasban a Hungarista Mozgalom Hírszolgálatát (HMH), melyet a HMH utolsó hírfőnöke, Szemenyei-Kiss Tamás újságíró 1998. március 7-én megszüntnek nyilvánított, a HMH irattárát átadva az Országos Széchényi Könyvtár Irattárának (Szemenyei-kéziratok, fond 567). Henney 1980-ban, a Németországban élő Tatár Imrét – aki egykor a Korona Tanács tagja volt – bízta meg az emigráció irányításával. Tatár az egyre öregedő, belviszályoktól nem mentes mozgalmat nem tudta egységesíteni, így 1989 után nem maradt más választása, minthogy itthoni szélsőjobboldali politikusnak adja át a jogot a Szálasi nevéhez fűződő Hungarista Mozgalom szervezésére és irányítására. Feladatként határozta meg, hogy tegyék a politikát módosító tényezővé a hungarizmust Magyarországon. Tatár Imre végül – több személy megvizsgálása után – Győrköst találta a legalkalmasabbnak, és nevezte ki utódjául. 1995-ben meghalt Tatár Imre, és ezzel a hungarista emigráció történetét lezártnak tekintjük.
Győrkös István 1956-ban börtönbe került, ahol megismerkedett nyilasokkal. 1989-ben a Magyar Nemzetiszocialista Akciócsoportok életre hívásával igyekezett Szálasi örökébe lépni. A hungarista jellegű szerveződést a kilencvenes évek elején azonban betiltották, így az mozgalmi formává átalakulva Magyar Nemzeti Arcvonal (MNA) néven kísérli meg folytatni működését, Györkös azonban 2019-ben rendőrgyilkosság miatt börtönbe került.
2008-ban megalakult egy másik hungarista szervezet, a Pax Hungarica Mozgalom, ami 2017-ben hivatalosan is megszűnt. Vezetője Domokos Endre János volt.

## Kötetek
- Szálasy Ferencː A magyar állam felépítésének terve; Egyetemi Ny., Budapest, 1933
- Cél és követelések; Egyetemi Ny., Budapest, 1935 (A Nemzet Akaratának Pártja kiadványai)
- Út és cél; s.n., s.l., 1936
- Az aláaknázott Európa. Eredeti okmányok, dokumentumok, leleplezések; franciából ford. Gallus Sándor, Östör András, Vizy András, előszó Szálasi Ferenc; Grafika Ny., Budapest, 1938 (Nyilaskeresztes könyvtár)
- Szálasi munkásnagytanácson elmondott beszéde 1942 október hó 18.-án; Csaba M. Egyesület, Osiek, 1942
- Szálasi beszéde 1942 december hó 5.-én a Hűség házában; Csaba M. Egyesület, Osiek, 1942
- Út és cél; s.n., Rioja, 1954
- Szálasi Ferenc alapvető munkája és a munkás-, paraszt- és értelmiségi nagytanácson elmondott beszédei; Hungarista Mozgalom, München, 1959
- Discorso agli intelettuali; Ed. di Ar., Padova 1977 (Quaderni del veltro) – 1942. december 27-én mondott beszéde
- Nagytér, élettér, vezetőnép Szálasi Ferenc előadása a Nyilaskeresztes Párt – hungarista mozgalom – pártkülügyek értekezleteinek sorozatában Budapesten 1943. június 15-16-án; Hungarista Mozgalom, Sydney 1978
- Hungarizmus. A könyv készült az 1944. október 15.-i hungarista hatalomátvétel "50" éves évfordulójára; N.S.W.–H. M., Sydney, 1994
- Út és cél. A hungarizmus eszmerendszere; Magyar Rezervátum, s.l., 1996
- Szálasi Ferenc alapvető munkája. Út és cél. 1935; N.S.W.–H. M., Sydney, 1996
- Szálasi Ferenc börtönnaplója, 1938–1940; sajtó alá rend., szerk. Csiffáry Tamás, bev., jegyz. Sipos Péter, német ford. Schauer Rezső; Budapest Főváros Levéltára–Filum, Budapest, 1997
- Hungarizmus. A cél; bev. Ungvári Gyula, szerk. Gede Tibor; Gede, Budapest, 2000
- A magyar állam felépítésének terve. I. főrész: Az állam átalakítása. 1. füzet: Gazdasági életünk átállítása, a nemzet akaratmegnyilvánulása; Nemzetek Európája, Budapest, 2006
- Szálasi Ferenc naplói, 1942–1946; közread. Karsai László; Magvető, Budapest, 2016 (Tények és tanúk 125.), ISBN 9789631433753